# Boehmia dubia
Boehmia dubia är en havsspindelart som beskrevs av Hedgpeth, J.W. 1950. Boehmia dubia ingår i släktet Boehmia och familjen Ammotheidae. Inga underarter finns listade.